# لاس لاخاس، هندوراس
لاس لاخاس (به اسپانیایی: Las Lajas) یک منطقهٔ مسکونی در هندوراس است که در استان کومایاگوآ واقع شده‌است.
لاس لاخاس ۹۸ کیلومتر مربع مساحت و ۱۴٬۷۹۲ نفر جمعیت دارد.
روستا، از دههٔ ۱۹۷۰ تا دههٔ ۱۹۸۰ میلادی، توسعه جمعیتی و اقتصادی قابل توجهی داشته است. این منطقه مسکونی در ۱۹۰۲ تأسیس و به عنوان بخشی شهری، شهرداری آن در ۱۹۸۶ ایجاد شد.